# فص خلفي مخيخي
الفص الخلفي من للمخيخ أو المخيخ الحديث، هو جزء من المخيخ تحت الشق الأولي. الفص الخلفي أكبر بكثير من الفص الأمامي. يفصل الفص الأمامي عن الفص الخلفي عن طريق الشق الأولي، ويفصل الشق الخلفي الوحشي الفص الندفي العقيدي عن الفص الخلفي.
في بعض الأحيان، يُطلق على الفص الخلفي للمخيخ اسم المخيخ الحديث حيث أنه من ناحية التطور الوراثي هو أحدث جزء من المخيخ. يلعب دورًا مهمًا في الانسجام الحركي، وتحديدًا في تثبيط الحركة اللاإرادية عبر الناقلات العصبية المثبطة، وخاصة حمض الغاما-أمينوبيوتيريك.
يستقبل الفص الخلفي مدخلات بشكل أساسي من جذع الدماغ (أي التكوين الشبكي ونواة الزيتون السفلي) والقشرة الدماغية. لديها أيضاً نشاط مرتبط بالسعادة.

## معرض الصور

رسم متحرك. الفص الخلفي يظهر باللون الأحمر.
رسوم متحرك عن قرب الفص الخلفي يظهر باللون الأحمر.
- فيديو تشريح (1 دقيقة 20 ثانية) يظهر الفصوص المخيخيّة الثلاثة.